# Aziatische kampioenschappen schaatsen afstanden 1995
De Aziatische kampioenschappen schaatsen afstanden 1995 werden op 11 en 12 februari 1995 op de ijsbaan Central Stadium Ulaanbaatar te Ulaanbaatar, Mongolië gehouden. Er deden 28 schaatsers, 15 mannen en 13 vrouwen, uit vier verschillende landen, China, Japan, Mongolië en Zuid-Korea, mee.

## Mannentoernooi
| Afstand | Goud              | Zilver            | Brons                |
| ------- | ----------------- | ----------------- | -------------------- |
| 2×500m  | Hiroaki Yamakage  | Koji Sasaki       | Liu Hui              |
| 1000m   | Hiroaki Yamakage  | Lee Jae-shik      | Koji Sasaki          |
| 1500m   | Hideyoshi Maruko  | Atsuaki Shinohara | Feng Qingbo          |
| 5000m   | Hideyoshi Maruko  | Atsuaki Shinohara | Feng Qingbo          |
| 10.000m | Atsuaki Shinohara | Feng Qingbo       | Njamdondovyn Ganbold |

## Vrouwentoernooi
| Afstand | Goud           | Zilver         | Brons          |
| ------- | -------------- | -------------- | -------------- |
| 500m    | Li Yenzhi      | Mayumi Kagawa  | Aya Otakeguchi |
| 1000m   | Li Yenzhi      | Mayumi Kagawa  | Aya Otakeguchi |
| 1500m   | Chiharu Nozaki | Liu Yangmei    | Lee Kyeong-nam |
| 3000m   | Nami Nemoto    | Miki Ogasawara | Chiharu Nozaki |
| 5000m   | Nami Nemoto    | Miki Ogasawara | Ko Yeong-hee   |

1994 Sapporo · 
1995 Ulaanbaatar · 
1997 Obihiro · 
1998 Obihiro · 
2000 Ulaanbaatar · 
2001 Harbin · 
2004 Chuncheon · 
2005 Ikaho · 
2007 Changchun · 
2008 Shenyang · 
2009 Tomakomai · 
2010 Obihiro · 
2011 Harbin · 
2012 Astana · 
2013 Changchun · 
2014 Tomakomai · 
2015 Changchun